# Przysieczna
Przysieczna – przysiółek wsi Ściborzyce Wielkie położony w województwie opolskim, w powiecie głubczyckim, w gminie Kietrz.